# Лангон (округ)
Лангон (фр. Langon) — округ (фр. Arrondissement) во Франции, один из округов в регионе Аквитания (историческая область Франции). Департамент округа — Жиронда. Супрефектура — Лангон.
Население округа на 2006 год составляло 87 584 человек. Плотность населения составляет 38 чел./км². Площадь округа составляет всего 2306 км².